# 労作教育
労作教育（ろうさくきょういく）は、20世紀の初頭、ドイツの教育改革運動（ドイツの呼称では「改革教育運動」）のなかで、19世紀末までの範例的で書物中心の教え込み教育への反動として、ゲオルグ・ケルシェンシュタイナーらが提唱した労作学校の概念から生まれてきたものである。

## 概説
ケルシェンシュタイナーの主著『労作学校の概念』を小林澄兄が翻訳紹介し、日本でもこれに共感が寄せられた。彼は、労作学校（独: Arbeitsschule）が、当時台頭してきたマルクス主義で人の根本的な定義を「労働」（独: Arbeit）としたことと相通じ、これにより政治的な含蓄が教育観に微妙な色彩を与えるのを懸念して、唐の禅僧百丈和尚の「一日不作、一日不食」（いちにちなさざれば、いちにち食べず）を、当時国内でも精神的に傾倒する人の多かった西田幾多郎が座右の銘としていることもあり、そこから「働くこと」を禅でいう「作」と翻案して、Arbeit、即「労作」と訳した。これにより、逆に、精神的な創造、創作といったニュアンスが込められることにもなった。マルクス主義的な教育を標榜する立場では、これを「労働教育」と訳す向きもあるし、また「労作教育とは広い意味での労働教育のことである」といった説明をする場合もある。

## 影響
戦後、小林澄兄と共に国際新教育協会を設立した小原國芳は、これに共感し、彼の標榜する全人教育の一つの柱としてこれを取り入れた。彼の創立した玉川学園の正門を入ってすぐのところに「一日不作、一日不食」の石碑もある。彼は、労作教育を、本に頼るのではなく、畠を耕したり、動物を飼育したり、バイオリンを作ったり、自らの自発的な活動として、創造的に係わっていく仕事の中での学びと考えた。労作の作とは、作業ではなく、創作、創り出すこと、生み出すことだという。玉川学園の小学部から大学までカリキュラムの中に「労作」の時間が設けられている。東海大学など、それ以外の大学でも教育理念の中に労作教育を謳っている学校がある。